# Campionati del mondo di ciclismo su strada 1975
I Campionati del mondo di ciclismo su strada 1975 si disputarono a Mettet ed Yvoir, in Belgio, il 27 agosto 1975.
Furono assegnati quattro titoli:
- Prova in linea Donne, gara di 54,1 km
- Prova in linea Uomini Dilettanti, gara di 182 km
- Cronometro a squadre Uomini Dilettanti, gara di 100 km
- Prova in linea Uomini Professionisti, gara di 266 km

## Storia
Eddy Merckx ebbe la possibilità di diventare campione del mondo per la quarta volta proprio nel suo Paese natale, ma la condizione non adeguata lo portò ad essere gregario dei velocisti Freddy Maertens e Roger De Vlaeminck, piuttosto che capitano della selezione belga. L'Italia presentava per la prima volta Alfredo Martini come commissario tecnico, mentre Felice Gimondi era confermato capitano, con Battaglin e Moser come alternative. Lo stesso Merckx lanciò l'attacco decisivo, seguito dagli olandesi Hennie Kuiper, Gerrie Knetemann e Joop Zoetemelk, i francesi Bernard Thévenet e Jean-Pierre Danguillaume, i connazionali Roger De Vlaeminck e Lucien Van Impe e Francesco Moser. Fu dell'olandese Kuiper l'attacco che decretò la vittoria, grazie al lavoro dei due altri olandesi tra gli inseguitori a rompere i cambi. Il tentativo di Merckx di riportare sotto all'olandese De Vlaeminck fu vano e il belga arrivò secondo a diciassette secondi. Su settantanove partenti, solo ventotto conclusero la prova.
I Paesi Bassi aggiunsero all'oro della prova in linea professionisti, quello dilettanti e quello della prova femminile, André Gevers e Tineke Fopma. La Polonia vinse il titolo mondiale nella cronometro a squadre.

## Medagliere
| Pos.   | Nazione          | Oro | Argento | Bronzo | Totale |
| ------ | ---------------- | --- | ------- | ------ | ------ |
| 1      | Paesi Bassi      | 3   | 0       | 1      | 4      |
| 2      | Polonia          | 1   | 0       | 0      | 1      |
| 3      | Francia          | 0   | 1       | 1      | 2      |
| 4      | Belgio           | 0   | 1       | 0      | 1      |
| 4      | Unione Sovietica | 0   | 1       | 0      | 1      |
| 4      | Svezia           | 0   | 1       | 0      | 1      |
| 7      | Cecoslovacchia   | 0   | 0       | 1      | 1      |
| 7      | Italia           | 0   | 0       | 1      | 1      |
| Totale | Totale           | 4   | 4       | 4      | 12     |

## Sommario degli eventi
| Eventi                        | Oro                                         | Tempo                      | Argento                                                 | Tempo | Bronzo                                                | Tempo |
| Uomini Professionisti         |                                             |                            |                                                         |       |                                                       |       |
| Gara in linea dettagli        | Hennie Kuiper Paesi Bassi                   | 6h39'19" Media 39,968 km/h | Roger De Vlaeminck Belgio                               | a 17" | Jean-Pierre Danguillaume Francia                      | s.t.  |
| Uomini Dilettanti             |                                             |                            |                                                         |       |                                                       |       |
| Gara in linea dettagli        | André Gevers Paesi Bassi                    | ?                          | Sven-Åke Nilsson Svezia                                 | ?     | Roberto Ceruti Italia                                 | ?     |
| Cronometro a squadre dettagli | Polonia Mytnik, Nowicki, Szurkowski, Szozda | ?                          | Unione Sovietica Komnatov, Čalpygin, Pikkuus, Kaminskij | ?     | Cecoslovacchia Matoušek, Moravec, Vondráček, Bucháček | ?     |
| Donne                         |                                             |                            |                                                         |       |                                                       |       |
| Gara in linea dettagli        | Tineke Fopma Paesi Bassi                    | ?                          | Geneviève Gambillon Francia                             | ?     | Keetie van Oosten-Hage Paesi Bassi                    | ?     |